# Келіч-Таппе
Келіч-Таппе (перс. قليچ تپه) — село в Ірані, у дегестані Хондаб, у Центральному бахші, шагрестані Хондаб остану Марказі. За даними перепису 2006 року, його населення становило 429 осіб, що проживали у складі 93 сімей.

## Клімат
Середня річна температура становить 12,33 °C, середня максимальна – 31,02 °C, а середня мінімальна – -10,43 °C. Середня річна кількість опадів – 273 мм.
| Клімат поселення                              | Клімат поселення | Клімат поселення | Клімат поселення | Клімат поселення | Клімат поселення | Клімат поселення | Клімат поселення | Клімат поселення | Клімат поселення | Клімат поселення | Клімат поселення | Клімат поселення | Клімат поселення |
| Показник                                      | Січ.             | Лют.             | Бер.             | Квіт.            | Трав.            | Черв.            | Лип.             | Серп.            | Вер.             | Жовт.            | Лист.            | Груд.            |                  |
| Середній максимум, °C                         | 8,42             | 10,66            | 15,02            | 20,58            | 25,20            | 31,02            | 30,92            | 29,97            | 25,93            | 20,89            | 14,10            | 8,16             |                  |
| Середня температура, °C                       | −1               | 1,23             | 5,59             | 11,16            | 15,78            | 21,61            | 24,84            | 23,91            | 19,85            | 14,84            | 8,02             | 2,08             |                  |
| Середній мінімум, °C                          | −10,43           | −8,19            | −3,84            | 1,72             | 6,34             | 12,16            | 18,79            | 17,85            | 13,78            | 8,78             | 1,97             | −3,96            |                  |
| Норма опадів, мм                              | 41               | 35               | 48               | 37               | 34               | 7                | 1                | 1                | 0                | 7                | 24               | 38               |                  |
| Середньомісячна швидкість вітру, м/с          | 1.56             | 2.02             | 2.77             | 3.11             | 2.68             | 2.53             | 2.56             | 2.45             | 2.32             | 2.19             | 1.99             | 1.37             |                  |
| Середньомісячна сонячна радіація, кДж/м²·день | 9017             | 12237            | 14727            | 18126            | 22227            | 26917            | 25886            | 24011            | 20879            | 15395            | 10870            | 8857             |                  |
| --------------------------------------------- | ---------------- | ---------------- | ---------------- | ---------------- | ---------------- | ---------------- | ---------------- | ---------------- | ---------------- | ---------------- | ---------------- | ---------------- | ---------------- |
| Джерело:                                      |                  |                  |                  |                  |                  |                  |                  |                  |                  |                  |                  |                  |                  |